# Clematis viridiflora
Clematis viridiflora là một loài thực vật có hoa trong họ Mao lương. Loài này được Bertol. mô tả khoa học đầu tiên năm 1858.